# الکساندروس کوموندوروس
الکساندروس کوموندوروس (یونانی: Αλέξανδρος Κουμουνδούρος؛ ۱۸۱۷ – ۲۶ فوریهٔ ۱۸۸۳) یک سیاست‌مدار و دیپلمات اهل یونان بود.